# Rajendranagar
Rajendranagar là một thành phố và khu đô thị của quận Rangareddi thuộc bang Andhra Pradesh, Ấn Độ.

## Nhân khẩu
Theo điều tra dân số năm 2001 của Ấn Độ, Rajendranagar có dân số 143.184 người. Phái nam chiếm 52% tổng số dân và phái nữ chiếm 48%. Rajendranagar có tỷ lệ 55% biết đọc biết viết, thấp hơn tỷ lệ trung bình toàn quốc là 59,5%: tỷ lệ cho phái nam là 62%, và tỷ lệ cho phái nữ là 48%. Tại Rajendranagar, 15% dân số nhỏ hơn 6 tuổi.